# Лідчепінг (комуна)
Комуна Лідчепінг (швед. Lidköpings kommun) — адміністративно-територіальна одиниця місцевого самоврядування, що розташована в лені Вестра-Йоталанд у південно-західній Швеції.
Лідчепінг 79-а за величиною території комуна Швеції. Адміністративний центр комуни — місто Лідчепінг.

## Населення
Населення становить 38 254 чоловік (станом на вересень 2012 року). 
| Кількість населення комуни Лідчепінг за 1970-2010 роки | Кількість населення комуни Лідчепінг за 1970-2010 роки | Кількість населення комуни Лідчепінг за 1970-2010 роки | Кількість населення комуни Лідчепінг за 1970-2010 роки | Кількість населення комуни Лідчепінг за 1970-2010 роки |
| ------------------------------------------------------ | ------------------------------------------------------ | ------------------------------------------------------ | ------------------------------------------------------ | ------------------------------------------------------ |
| Рік                                                    |                                                        |                                                        | Населення                                              |                                                        |
| 1970                                                   | 1970                                                   |                                                        | 34 916                                                 | 34 916                                                 |
| 1975                                                   | 1975                                                   |                                                        | 34 625                                                 | 34 625                                                 |
| 1980                                                   | 1980                                                   |                                                        | 35 061                                                 | 35 061                                                 |
| 1985                                                   | 1985                                                   |                                                        | 35 212                                                 | 35 212                                                 |
| 1990                                                   | 1990                                                   |                                                        | 35 801                                                 | 35 801                                                 |
| 1995                                                   | 1995                                                   |                                                        | 36 769                                                 | 36 769                                                 |
| 2000                                                   | 2000                                                   |                                                        | 36 802                                                 | 36 802                                                 |
| 2005                                                   | 2005                                                   |                                                        | 37 380                                                 | 37 380                                                 |
| 2010                                                   | 2010                                                   |                                                        | 38 048                                                 | 38 048                                                 |
| Джерело: SCB                                           |                                                        |                                                        |                                                        |                                                        |

## Населені пункти
Комуні підпорядковано 7 міських поселень (tätort) та низка сільських, більші з яких:
- Лідчепінг (Lidköping)
- Віннінґа (Vinninga)
- Єрпос (Järpås)
- Фільсбек (Filsbäck)
- Ерслеса (Örslösa)
- Салебю (Saleby)
- Тун (Tun)

## Міста побратими
Комуна підтримує побратимські контакти з такими муніципалітетами:
- Комуна Нур-Еурдал, Норвегія
- Коувола, Фінляндія
- Сканнерборг, Данія
- Утена, Литва

## Галерея

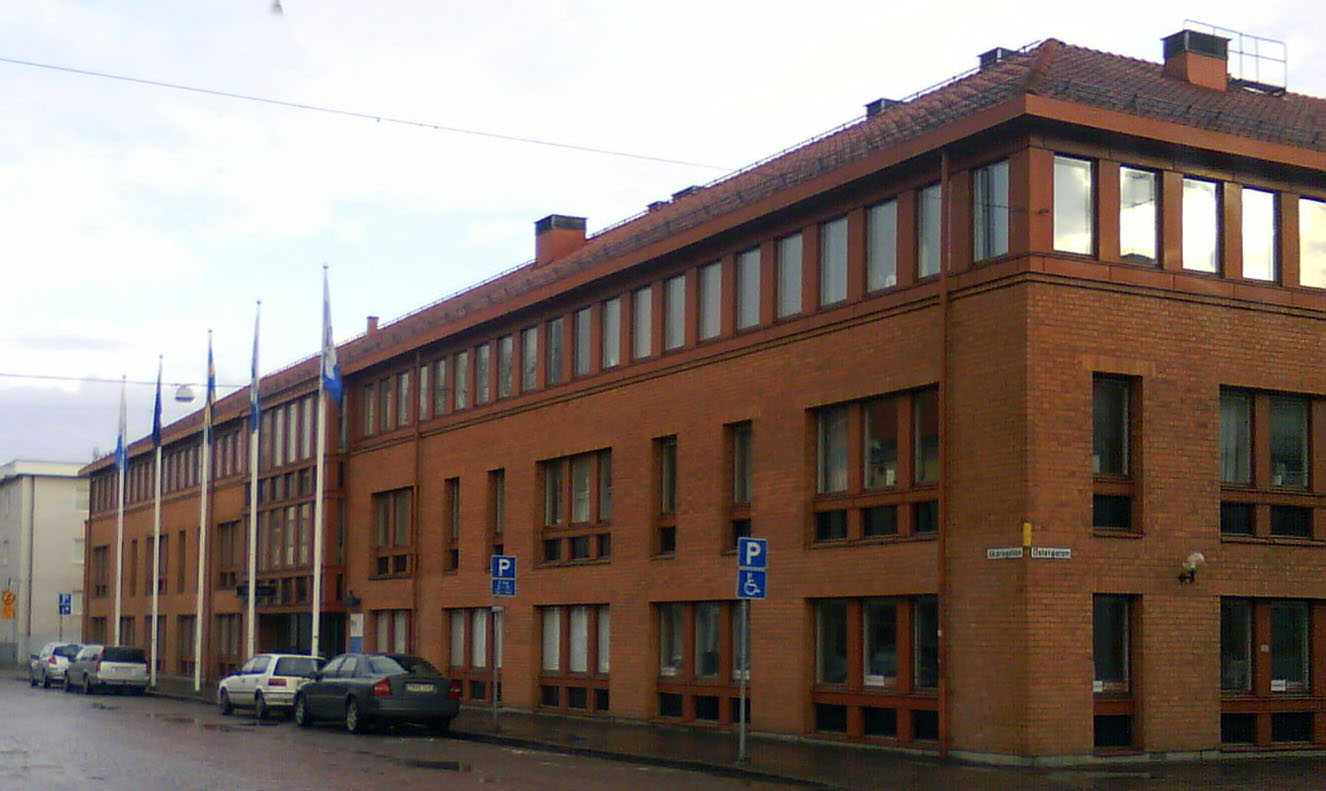
Управа комуни (Лідчепінг)
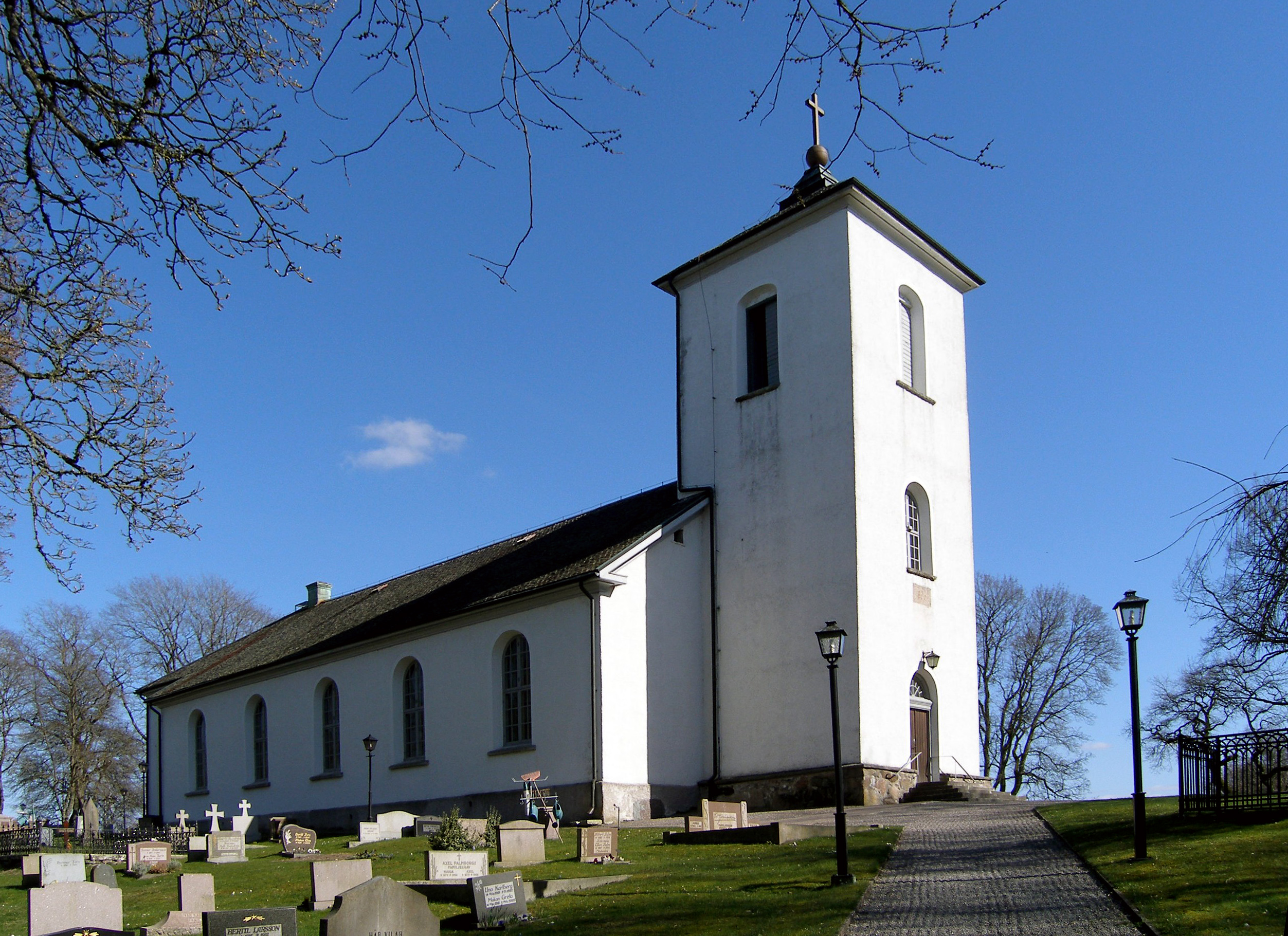
Церква (Єрпос)
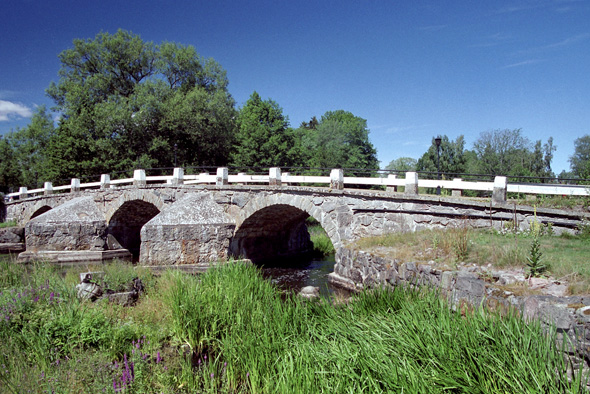
Міст через річку Лідан
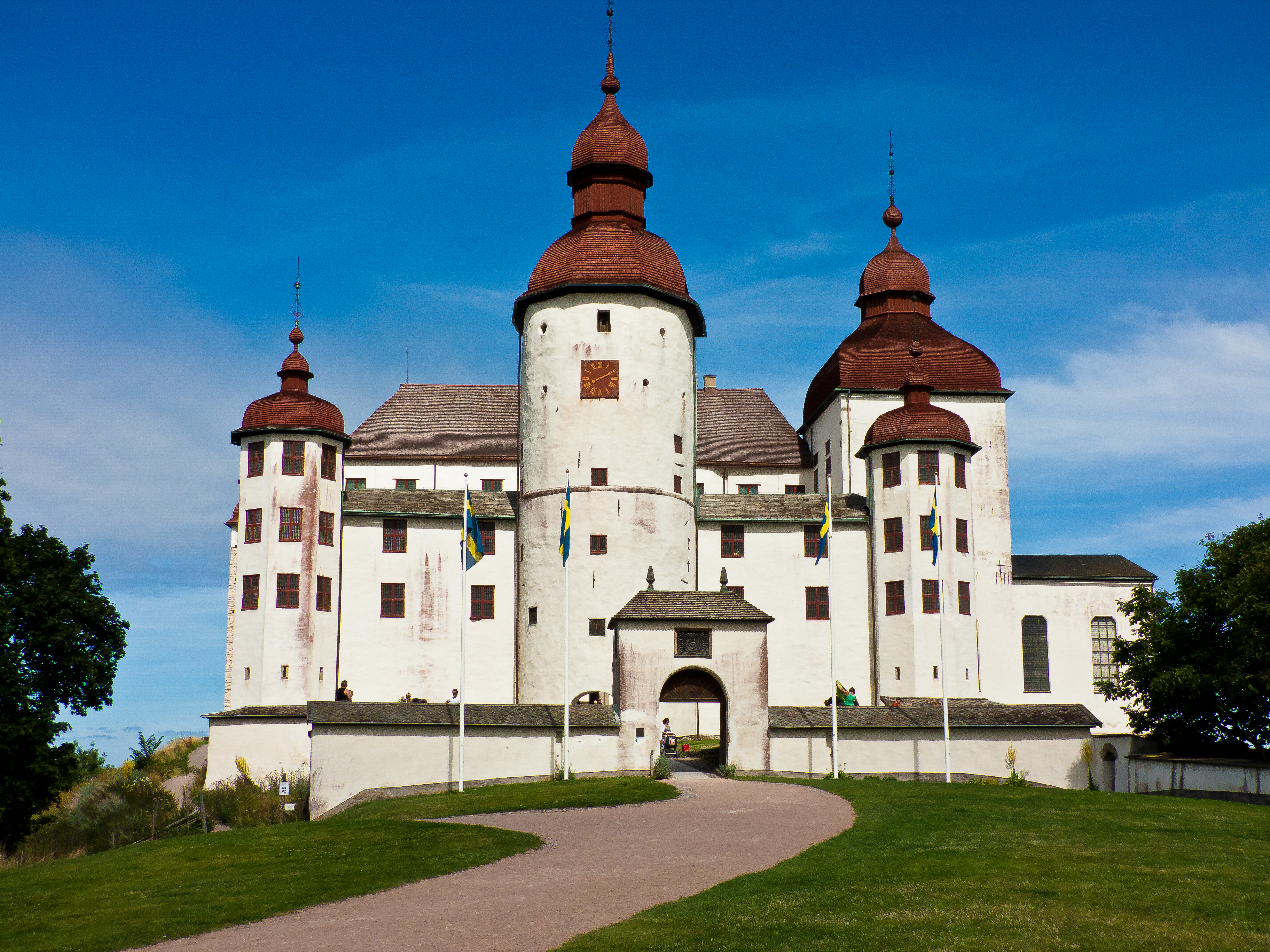
Замок Леке

## Виноски
1. ↑  https://www.svt.se/nyheter/lokalt/vast/vastsveriges-langsta-kommunalrad-tackar-for-sig
2. ↑  https://www.nlt.se/2022/11/27/sundstrom-s-lamnar-politiken-efter-petningen-framtiden-ar-ett-oskrivet-blad-e26e1/
3. ↑  https://www.skaraborgsbygden.se/2017/02/28/jonas-sundstrom-tar-over-lidkoping-d528b/
4. ↑  https://www.dagenssamhalle.se/styrning-och-beslut/kommunpolitik/m-topp-avgar-det-har-handlat-om-att-jag-ar-kvinna/
5. ↑  https://www.dagenssamhalle.se/styrning-och-beslut/kommunpolitik/de-blev-arets-nya-kommuntoppar/
6. ↑  Folkmangd i riket, lan och kommuner (шв.) . Центральне бюро статистики Швеції. Архів оригіналу за 20 серпня 2013. Процитовано 24 лютого 2013.